# Antona myrrha
Antona myrrha là một loài bướm đêm thuộc phân họ Arctiinae, họ Erebidae.